# Emerência
Emerência é o nome dado a mãe de Ana, avó de Maria e bisavó de Jesus Cristo, em algumas tradições e arte europeias do final do século XV. Ela não deve ser confundida com Santa Emerenciana, uma mártir romana do século III que aparece brevemente em As vidas dos padres, mártires e outros santos principais de Alban Butler, 1812, volume 1.
Não há referência à avó de Maria, nominal ou não, no Novo Testamento canônico ou no Protoevangelho de Tiago, que é a fonte mais antiga que nomeia São Joaquim e Santa Ana como pais de Maria.

## História
Histórias sobre Ana fazem parte da Legenda Áurea de Tiago de Voragine, mas sua mãe não é mencionada. Uma fonte antiga que menciona Emerência é a tradução de 1502 de Josse Bade (Jodocius Badius Ascensius, 1461–1535) da obra de Petrus Dorlandus Vita gloriosissime matris Anne contida na compilação maior Vita Iesu Christi ... ex evangelio et approbatis ab ecclesia catholica doctoribus sedule collecta per Ludolphum per Saxonia (publicado em Paris), que conta a história:
Setenta e sete anos antes do nascimento de Cristo, uma piedosa donzela, muito abastada e notavelmente bela, tinha o hábito de visitar, com a permissão dos pais, os filhos dos profetas no Monte Carmelo. Ela não estava disposta a se casar, até que um dos carmelitas teve um sonho profético, eles viram uma raiz da qual cresciam duas árvores, uma tinha três galhos, todos com flores, mas uma era uma flor mais pura e perfumada do que todas as outras  [...] Então uma voz foi ouvida dizendo: "Esta raiz é nossa Emerência, destinada a ter grandes descendentes."
Outra fonte é Johann Eck, que relatou em um sermão que os pais de Ana se chamavam Estolano (ou Hortolano) e Emerência.

## Na arte

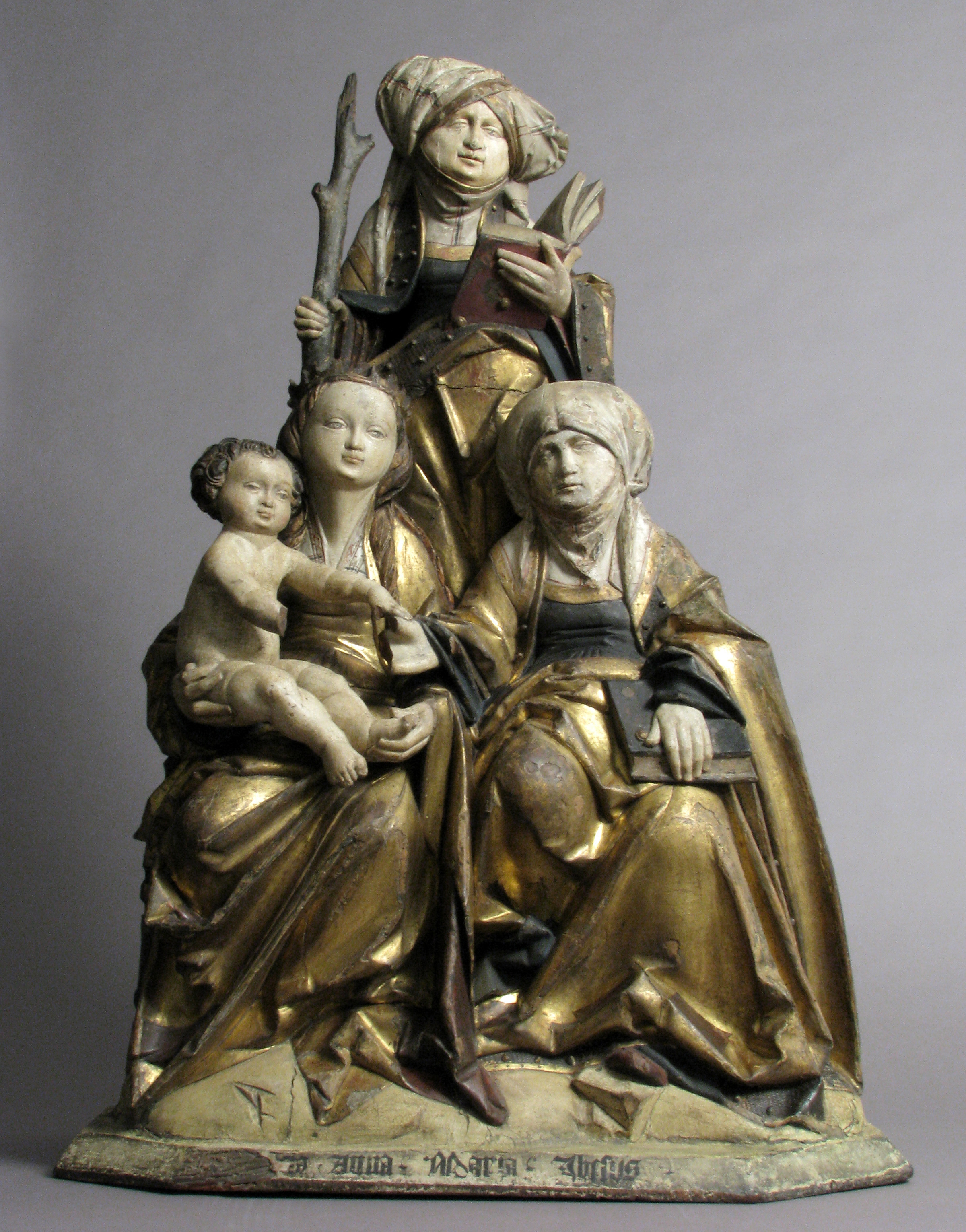
Grupo mostrando Emerência, Santa Ana, a Virgem Maria e o Menino Jesus

Emerência aparece em várias representações do Santo Parentesco, a representação pictórica e às vezes escultórica dos ancestrais e descendentes de Santa Ana por muitos artistas por volta do final do século XV e início do século XVI no norte da Europa. Quando Emerência aparece nesses agrupamentos, que geralmente eram retábulos, eles são conhecidos como "Emerentia Selbviert". Estes raros exemplos de uma genealogia matrilinear de Jesus foram considerados interessantes por académicos modernos no campo dos estudos de género, e nas críticas feministas à literatura inglesa, por exemplo, Vanita argumenta que a "trindade" feminina de Maria, a sua mãe Ana e a sua avó Emerência reflecte-se em duas peças de Shakespeare.

## Na literatura do século XVIII e moderna
Em A Vida da Bem-Aventurada Virgem Maria, nas Visões de Anna Catarina Emmerich (1852), Emerência é conhecida como "Emorun", que se traduz como "mulher nobre". Emmerich descreve em suas visões como Emerência viveu como uma dos essênios, uma ala particularmente devota da fé judaica que acreditava estar destinada a produzir o Messias, perto do Monte Carmelo, e relata a história de como um profeta, entrando na caverna de Elias, viu o seguinte crescendo do coração de Emerência:
[Uma] roseira com três galhos, com uma rosa em cada um deles. A rosa no segundo galho estava marcada com uma letra, acho que um "M". Ele viu ainda mais. Um anjo escreveu letras na parede; vi Archos se levantar como se estivesse acordando e ler essas letras. Esqueci os detalhes. Ele então desceu da caverna e anunciou à donzela que aguardava sua resposta que ela se casaria e que seu sexto pretendente seria seu marido. Ela daria à luz uma criança, marcada com um sinal, que foi escolhida de um vaso de eleição em preparação para a vinda do Salvador.